# 马雷 (新喀里多尼亚)
马雷（法語：Maré，發音：[maʁe]）是法国海外特殊集体新喀里多尼亞洛亚蒂群岛省的市镇，领土涵盖同名海岛，面积641.7平方千米，2019年1月1日人口为5,757人。

## 地理
马雷（21°32'S, 168°1'E）面积641.7平方千米，位于法国海外特殊集体新喀里多尼亞。
由于马雷领土为海洋中的一岛屿（外加几座小岛），故不与任何市镇接壤。
马雷的时区为UTC+11:00。

## 行政
马雷的邮政编码为98828、98878，INSEE市镇编码为98815。

## 政治
马雷的现任市长为玛丽-利娜·西内瓦米（Marie-Lyne Sinewami）女士，任期为2020-2026年。

## 人口
马雷于2019年1月1日时的人口数量为5757人。